# تيم كون
تيم كون (بالإنجليزية: Tim Cone)‏ مواليد 14 ديسمبر 1957 في أوريغون، هو مدرب كرة سلة أمريكي ولاعب سابق. يدرب في الرابطة الفلبينية لكرة السلة. حقق المركز الثالث في دورة الألعاب الآسيوية 1998 كمدرب للمنتخب الفلبيني.

## الميداليات
| الميدالية | المسابقة                   |
| --------- | -------------------------- |
| برونزية   | دورة الألعاب الآسيوية 1998 |